# Сьверчин (Куявсько-Поморське воєводство)
Сьверчин (пол. Świerczyn) — село в Польщі, у гміні Топулька Радзейовського повіту Куявсько-Поморського воєводства.
Населення — 235 осіб (2011).
У 1975-1998 роках село належало до Влоцлавського воєводства.

## Демографія
Демографічна структура станом на 31 березня 2011 року:
|          | Загалом | Допрацездатний вік | Працездатний вік | Постпрацездатний вік |
| -------- | ------- | ------------------ | ---------------- | -------------------- |
| Чоловіки | 118     | 21                 | 83               | 14                   |
| Жінки    | 117     | 28                 | 62               | 27                   |
| Разом    | 235     | 49                 | 145              | 41                   |